# Episodi di Kraft Television Theatre (quinta stagione)
La quinta stagione della serie televisiva Kraft Television Theatre è stata trasmessa in anteprima negli Stati Uniti d'America dalla NBC tra il 12 settembre 1951 e il 24 settembre 1952.
| nº | Titolo originale            | Titolo italiano | Prima TV USA      | Prima TV Italia |
| -- | --------------------------- | --------------- | ----------------- | --------------- |
| 1  | The Tale of the Wolf        |                 | 12 settembre 1951 |                 |
| 2  | The Wren                    |                 | 19 settembre 1951 |                 |
| 3  | The Climax                  |                 | 26 settembre 1951 |                 |
| 4  | Irish Eyes                  |                 | 3 ottobre 1951    |                 |
| 5  | Seen But Not Heard          |                 | 10 ottobre 1951   |                 |
| 6  | Moon Over Mulberry Street   |                 | 19 ottobre 1951   |                 |
| 7  | Intolerance                 |                 | 24 ottobre 1951   |                 |
| 8  | Hour of Crisis              |                 | 31 ottobre 1951   |                 |
| 9  | Justice                     |                 | 7 novembre 1951   |                 |
| 10 | Never Be the Same           |                 | 14 novembre 1951  |                 |
| 11 | Dear Brutus                 |                 | 21 novembre 1951  |                 |
| 12 | The Fair Haired Boy         |                 | 28 novembre 1951  |                 |
| 13 | Loyalties                   |                 | 5 dicembre 1951   |                 |
| 14 | The Golden Slate            |                 | 12 dicembre 1951  |                 |
| 15 | Incident on Fifth Avenue    |                 | 19 dicembre 1951  |                 |
| 16 | The Nantucket Legend        |                 | 26 dicembre 1951  |                 |
| 17 | The New Gossoon             |                 | 2 gennaio 1952    |                 |
| 18 | Philip Goes Forth           |                 | 9 gennaio 1952    |                 |
| 19 | The Round Table             |                 | 16 gennaio 1952   |                 |
| 20 | The Peaceful Warrior        |                 | 23 gennaio 1952   |                 |
| 21 | Mrs. O'Brien Entertains     |                 | 30 gennaio 1952   |                 |
| 22 | Follow the Dream            |                 | 6 febbraio 1952   |                 |
| 23 | The Skin Game               |                 | 13 febbraio 1952  |                 |
| 24 | The Mollusc                 |                 | 20 febbraio 1952  |                 |
| 25 | September Tide              |                 | 27 febbraio 1952  |                 |
| 26 | What Anne Brought Home      |                 | 5 marzo 1952      |                 |
| 27 | The Thief                   |                 | 12 marzo 1952     |                 |
| 28 | The Bride the Sun Shines On |                 | 19 marzo 1952     |                 |
| 29 | The Rugged Path             |                 | 26 marzo 1952     |                 |
| 30 | That Ryan Girl              |                 | 2 aprile 1952     |                 |
| 31 | The Last Mile               |                 | 9 aprile 1952     |                 |
| 32 | Green Cars Go East          |                 | 16 aprile 1952    |                 |
| 33 | The Summit                  |                 | 23 aprile 1952    |                 |
| 34 | The Man in Half Moon Street |                 | 30 aprile 1952    |                 |
| 35 | She Stoops to Conquer       |                 | 7 maggio 1952     |                 |
| 36 | The Inn                     |                 | 14 maggio 1952    |                 |
| 37 | Prologue to Glory           |                 | 21 maggio 1952    |                 |
| 38 | The Third Visitor           |                 | 28 maggio 1952    |                 |
| 39 | At Mrs. Beam's              |                 | 4 giugno 1952     |                 |
| 40 | The Cricket on the Hearth   |                 | 11 giugno 1952    |                 |
| 41 | The Death of Kid Slawson    |                 | 18 giugno 1952    |                 |
| 42 | Thorn in the Flesh          |                 | 25 giugno 1952    |                 |
| 43 | A Time for Turning          |                 | 2 luglio 1952     |                 |
| 44 | The Great Big Doorstep      |                 | 16 luglio 1952    |                 |
| 45 | The Intruder                |                 | 22 luglio 1952    |                 |
| 46 | The Music Master            |                 | 30 luglio 1952    |                 |
| 47 | Six by Six                  |                 | 6 agosto 1952     |                 |
| 48 | Lace on Her Petticoat       |                 | 13 agosto 1952    |                 |
| 49 | Indian Summer               |                 | 20 agosto 1952    |                 |
| 50 | The Small Hours             |                 | 29 agosto 1952    |                 |
| 51 | Mr. Barry's Etchings        |                 | 3 settembre 1952  |                 |
| 52 | Letters to Lucerne          |                 | 10 settembre 1952 |                 |
| 53 | The Grass Harp              |                 | 17 settembre 1952 |                 |
| 54 | Background                  |                 | 24 settembre 1952 |                 |